# Liên Sang

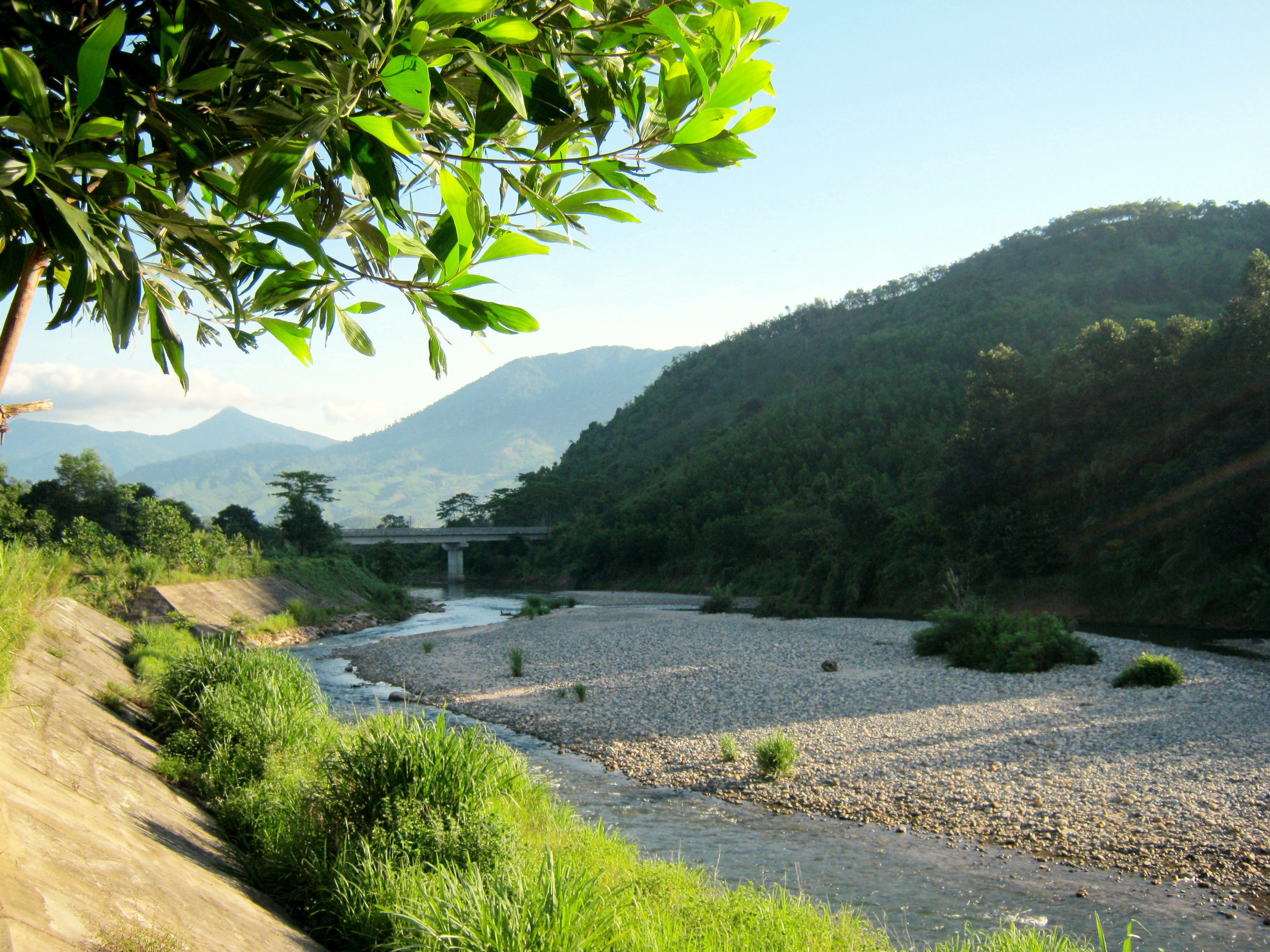
Bến Lội là một cảnh đẹp của xã

Liên Sang là một xã thuộc huyện Khánh Vĩnh, tỉnh Khánh Hòa, Việt Nam.
Xã Liên Sang có diện tích 58.02 km², dân số năm 1999 là 1146 người, mật độ dân số đạt 20 người/km².